# كايتانو سيلفا
كايتانو سيلفا (بالبرتغالية: Caetano da Silva Nascimento‏) (7 أغسطس 1930 بريو دي جانيرو في البرازيل - 26 أكتوبر 1973 بريو دي جانيرو في البرازيل) هو لاعب كرة قدم برازيلي في مركز حراسة المرمى، شارك في كأس العالم 1954. وشارك مع منتخب البرازيل لكرة القدم. أما مع النوادي، فقد لعب مع أتلتيكو مينييرو ونادي سانتوس ونادي فلومينينسي وناسيونال مونتيفيديو ونادي مادوريرا وCanto do Rio Foot-Ball Club ‏.

## وصلات خارجية
- كايتانو سيلفا على موقع الاتحاد الدولي (مؤرشف)  (الإنجليزية)
- كايتانو سيلفا على موقع قاعدة بيانات كرة القدم.إي يو (الإنجليزية)
- كايتانو سيلفا على موقع ناشيونال فوتبول تيمز (الإنجليزية)
- كايتانو سيلفا على موقع Soccerway.com (الإنجليزية)
- كايتانو سيلفا على موقع عالم كرة القدم.نت (الإنجليزية)